# 코맥 매카시
코맥 매카시(Cormac McCarthy 본명: Charles Joseph McCarthy Jr., 1933년 7월 20일~2023년 6월 13일)는 미국의 소설가이다. 윌리엄 포크너, 허먼 멜빌, 어니스트 헤밍웨이와 비견되는, 미국 현대 문학을 대표하는 한 사람. 문학평론가 해럴드 블룸은 토머스 핀천, 돈 디릴로, 필립 로스와 함께 이 시대를 대표하는 4대 미국 소설가 중 하나로 꼽은 바 있다.
매카시는 1933년 미국 로드아일랜드주 프로비던스에서 태어났다. 1951년 테네시 대학교에 입학해 인문학을 전공했고 공군에서 4년동안 복무했다. 시카고에서 자동차 정비공으로 일하며 쓴 첫 번째 장편소설 <과수원지기(The Orchard Keeper)>(1965)로 포크너 상을 받았다. 이후 <바깥의 어둠(outer dark)>(1968), <신의 아들(child of god)>(1974), 가장 자전적 내용의 <서트리(suttree)>(1978) 등의 소설을 발표하면서 작가로서 입지를 다지기 시작했다. 그리고, 1976년에 텍사스주 엘패소로 이주했다.
이후 1985년에 발표한 <핏빛자오선(Blood Meridian)>으로 초기 작품에서 서부 장르소설로의 전환점에 해당하는 수작으로「타임」이 뽑은 100대 영문 소설’에 선정되었다. 또 다른 작품으로 '국경 3부작'에 해당하는 <모두 다 예쁜 말들(All the Pretty Horses)>(1992), <국경을 넘어(The Crossing)>(1994), <평원의 도시들(Cities of the Plain)>(1998)이 있다. 서부 장르소설을 고급 문학으로 승격시켰다는 찬사를 받은 이 3부작 중 첫 번째 작품 <모두 다 예쁜 말들>은 전미 도서상과 전미 비평가협회상을 받았으며 '뉴욕타임스' 베스트셀러에 오르기도 했다. 이 외에도 <노인을 위한 나라는 없다(No Country for Old men)>(2005), <로드(The Road)>(2006) 등이 있다. 2007년 <로드>로 퓰리처 상을 받았다.

## 연극
켄터키 루이스빌에 사는 중산층 흑인 가정의 이야기를 다룬 연극 <스톤메이슨 The Stonemason>(1995)을 만들었지만 별다른 주목을 받지는 못했다. 이 작품에 대해선 “언어가 너무 뛰어난 나머지 극의 사건이 부각되지 않는다”는 평가가 일반적이었다. 매카시는 그의 두 번째 연극 작품 <선셋 리미티드 The Sunset Limited>(2006)를 제작하는 동시에 ‘드라마 형식의 소설’이라는 부제를 붙여 책으로 출간한다. 이 작품에서는 백인 캐릭터 ‘화이트’와 흑인 캐릭터 ‘블랙’이 등장해 그의 작품에 항상 드러나는 인간의 고통과 신의 존재 그리고 자살에 대한 토론을 벌인다.

## 국내에 소개된 작품목록
- 카운슬러(2013) ISBN 978-89-374-9064-4
- 노인을 위한 나라는 없다(2005) ISBN 978-89-92579-62-9
- 로드(2006) ISBN 978-89-546-0590-8
- 모두 다 예쁜 말들(1992) ISBN 978-89-374-8179-6
- 핏빛자오선(1985) ISBN 978-89-374-8218-2
- 평원의 도시들(1998) ISBN 978-89-374-8275-5
- 국경을 넘어(1994) ISBN 978-89-374-8274-8